# Mating Call (Roberto Magris)
| Recensione         | Giudizio |
| ------------------ | -------- |
| All About Jazz (1) |          |
| All About Jazz (2) |          |
| All About Jazz (3) |          |
| All About Jazz (4) |          |
| Concerto           |          |
| Orkester Journalen |          |
| Suono              | /        |

Mating Call è il secondo album in studio registrato negli Stati Uniti da Roberto Magris per la casa discografica JMood di Kansas City ed è stato pubblicato nel 2008. Si tratta di un disco in quintetto di genere Straight-ahead jazz, che comprende anche una rivisitazione del brano Mating Call, composto da Tadd Dameron e title track dell’omonimo album di John Coltrane, ed una versione in piano solo del brano Lonely Town, composto da Leonard Bernstein. 

## Tracce
1. Optional Man – 10:18 (Roberto Magris)
2. Hill of Illusions – 10:17 (Roberto Magris)
3. Lament – 8:38 (J.J. Johnson)
4. Theme for Ernie – 8:09 (Fred Lacey)
5. Mating Call – 13:32 (Tadd Dameron)
6. Europlane Blues – 5:58 (Roberto Magris)
7. Lonely Town – 7:55 (Leonard Bernstein)

## Musicisti
- Paul Carr – sassofono soprano e sassofono tenore
- Michael O’Neill – sassofono tenore
- Roberto Magris – pianoforte e piano elettrico
- Elisa Pruett – contrabbasso
- Idris Muhammad – batteria